# Pont des Sauts
Le pont des Sauts, en italien Ponte dei Salti, est un pont qui enjambe la Verzasca dans la localité de Lavertezzo Valle, sur le territoire de la commune de Verzasca, dans le canton du Tessin en Suisse.

## Description
Le pont date du XVIIe siècle et est bâti à l'emplacement d'un ancien pont romain. Il fut partiellement détruit en 1868 puis reconstruit en 1960.
Le Val Verzasca est très fréquenté surtout l'été par de nombreux randonneurs, ainsi que par les amateurs de plongée qui viennent admirer les eaux turquoise et limpides, considérées par certains comme le plus beau site de plongée en rivière d'Europe. De nombreux baigneurs viennent tenter de sauter du haut du pont d'une dizaine de mètres de hauteur ; cependant, un panneau de mise en garde précise que ce site a connu plusieurs décès, conseillant de faire attention aux rochers glissants et à la fraîcheur de l'eau pouvant être source d'hypothermie et de congestion vasculaire. Ce lieu est également très prisé des amateurs de photographies.

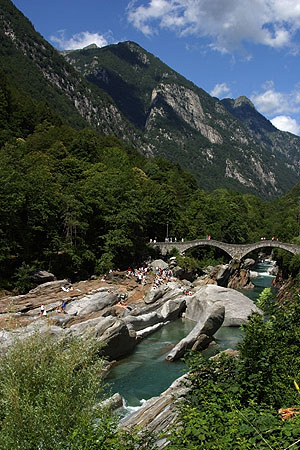
Le pont vu depuis l'aval.